# Funció de veritat
En lògica matemàtica, una  funció de veritat  és una funció que pren un conjunt de valors de veritat i torna un valor de veritat. Clàssicament el domini i el rang d'una funció de veritat són{ veritable ,  fals }, però en general poden tenir qualsevol nombre de valors de veritat, fins i tot una infinitat d'ells. Una sentència connectiva (vegeu a sota) s'anomena "funcional de veritat" si assigna o denota aquesta funció.
Una sentència es diu funció de veritat si el valor de veritat de la sentència és una funció del valor de veritat de les seves subsentencias. Una classe de sentències s'anomena funcional de veritat si cada un dels seus membres ho és. Per exemple, la sentència "Les illes són fruits i els enciams són verdures" és funcional de veritat, ja que és veritable si ho són cadascuna de les seves subsentencias "la pomes són fruites" i "els enciams són verdures", i és fals en cas contrari. No totes les sentències d'un llenguatge natural, tal com l'espanyol, són funcionals de veritat.
Sentències de la forma "x creu que ..." són exemples típics de sentències que no són funcions de veritat. Suposem per exemple que Maria creu erròniament que Mariano Rajoy va guanyar les eleccions del 14 març 2004 però no creu que la lluna estigui feta de formatge verd. Llavors la sentència
- "Maria creu que Mariano Rajoy va guanyar les eleccions del 14 de març de 2004"

és vertadera mentre que
- "Maria creu que la lluna està feta de formatge verd"

és falsa. En ambdós casos, cada component de la sentència (és a dir "Mariano Rajoy va guanyar les eleccions del 14 de març de 2004" i "la lluna està feta de formatge verd") és falsa, però cada component de la sentència formada antecedint la frase " maria creu que "difereix en el seu valor de veritat. És a dir, el valor de veritat d'una sentència de la forma "Maria creu que ..." no està determinat només pel valor de veritat de les sentències de què es compon, i així doncs el connectiu (o simplement  operador ) no és una funció de veritat.
En lògica clàssica, la classe de les seves fórmules (incloent les sentències) és una funció de veritat, ja que donada una connectiva sentencial (per exemple, i, →, etc.) emprada en la construcció de fórmules, és una funció de veritat. Els seus valors per a diversos valors de veritat com a argument es donen normalment mitjançant taules de veritat.
Quan es tracta d'una funció que pren un sol argument, hi ha quatre funcions de veritat possibles:
{\displaystyle {\begin{array}{|c||c|c|c|c|}&1&2&3&4\\x&f(x)&f(x)&f(x)&f(x)\\\hline 1&1&1&0&0\\0&1&0&1&0\\\hline \end{array}}}
En canvi, quan la funció pren dos arguments, hi ha 16 funcions de veritat possibles:
{\displaystyle {\begin{array}{|c|c||c|c|c|c|c|c|c|c|c|c|c|c|c|c|c|c|}&&1&2&3&4&5&6&7&8&9&10&11&12&13&14&15&16\\x&y&f\!(\!x\!,\!y\!)&f\!(\!x\!,\!y\!)&f\!(\!x\!,\!y\!)&f\!(\!x\!,\!y\!)&f\!(\!x\!,\!y\!)&f\!(\!x\!,\!y\!)&f\!(\!x\!,\!y\!)&f\!(\!x\!,\!y\!)&f\!(\!x\!,\!y\!)&f\!(\!x\!,\!y\!)&f\!(\!x\!,\!y\!)&f\!(\!x\!,\!y\!)&f\!(\!x\!,\!y\!)&f\!(\!x\!,\!y\!)&f\!(\!x\!,\!y\!)&f\!(\!x\!,\!y\!)\\\hline 1&1&1&1&1&1&1&1&1&1&0&0&0&0&0&0&0&0\\1&0&1&1&1&1&0&0&0&0&1&1&1&1&0&0&0&0\\0&1&1&1&0&0&1&1&0&0&1&1&0&0&1&1&0&0\\0&0&1&0&1&0&1&0&1&0&1&0&1&0&1&0&1&0\\\hline \end{array}}}